# توبوليف تو-334
توبوليف تو-334 (بالروسية: Туполев Ту-334)، من أحدث الطائرات في الأسطول المدني والتجاري الروسي التي تنتج بواسطة شركة توبوليف، وهي طائرة نقل تجارية ذات مدى قصير ومتوسط. وقد أدخلت على هذه الطائرة تحسينات حتى تتميز عن الطائرات السابقة من نفس الطراز.
فقد أصبحت أكثر اتساعا من الداخل، بحيث توفر الراحة للركاب، كما زودت بمنظومات إلكترونية متطورة لسهولة التحكم في الطائرة أثناء المطبات الهوائية، بالإضافة إلى وجود قوة محركة جبارة يوفرها محركان عملاقان من تصنيع رولز رويس بي إل سي.

## المواصفات
تصل سرعة الطائرة إلى 820 كلم في الساعة على ارتفاع 10.700 متر أما أقصى مدى لها فهو 4100 كلم. ويمكن للطائرة استيعاب 126 راكبا، ويبلغ وزنها فارغة 34.375 كيلوغرام، وعند الإقلاع 54.420 كيلوغرام.
- طول الجناح: 29.8 متر
- طول الطائرة: 31.3 متر
- الارتفاع: 9.4 متر
- مساحة الجناح: 83.2 متر مربع